# Ntozake Shange
Pour les articles homonymes, voir Shange.
Ntozake Shange, nom de plume de Paulette Linda Williams, (née le 18 octobre 1948 à Trenton (New Jersey) et morte le 27 octobre 2018 à Bowie (Maryland)) est une artiste américaine.
Artiste de performance, dramaturge et poétesse, elle est reconnue aux États-Unis pour sa pièce For Colored Girls Who Have Considered Suicide When the Rainbow Is Enuf, récompensée par de nombreux prix.
Elle est aussi l'autrice de Betsey Brown, un roman sur la vie d'une jeune fille afro-américaine en fugue.

## Biographie
Ntozake Shange est née Paulette Linda Williams à Trenton dans le New Jersey dans une famille de la grande bourgeoisie.
Son père, Paul T. Williams, est chirurgien dans l'armée de l'air (U.S. Air Force) et sa mère Eloise Williams est psychiatre et éducatrice sociale.
À l'âge de 8 ans, elle déménage avec sa famille pour Saint-Louis où la ségrégation raciale est forte. Cette période de son enfance est aussi celle du Mouvement des droits civiques aux États-Unis et de l'application du Brown v. Board of Education contre la ségrégation raciale à l'école. La famille de Ntozake Shane manifeste par ailleurs un fort intérêt pour les arts et favorise son éducation artistique. Plusieurs personnalités et artistes noirs fréquentent ses parents, dont Dizzy Gillespie, Miles Davis, Chuck Berry, W. E. B. Du Bois ou encore Joséphine Baker,. À 18 ans, en 1966, Ntozake Shange s'inscrit au Barnard College à New York. Elle y rencontre notamment Thulani Davis qui collaborera ultérieurement avec elle. Elle poursuit ses études à l'université de Californie du Sud à Los Angeles. Elle se marie mais ce mariage ne dure pas longtemps. Déprimée à la suite de sa séparation et habitée d'un sentiment d'amertume et d'aliénation, elle tente à plusieurs reprises de se suicider. En 1971, elle décide de changer de nom et adopte les noms africains de Ntozake (« celui qui vient avec ses propres choses » en zoulou) et de Shange (« qui marche comme un lion »),.
Elle devient ensuite écrivaine mais aussi, danseuse, actrice, et enseignante dans plusieurs universités. Son poème chorégraphié, For Colored Girls Who Have Considered Suicide When the Rainbow Is Enuf (Pour les filles de couleur qui ont pensé au suicide quand l'arc-en-ciel suffit), écrit en 1975, est joué à Berkeley, puis, en 1976, à Broadway. Il rencontre un grand succès et est récompensé de plusieurs prix. Un film en a été tiré, Les Couleurs du destin, réalisé par Tyler Perry.
Elle a écrit également des recueils de poésie, des romans, des nouvelles, des pièces de théâtre. Ses œuvres encouragent les femmes à prendre leur vie, à s'aimer et à répondre à l'adversité.

## Théâtre
- For Colored Girls Who Have Considered Suicide When the Rainbow Is Enuf (1975) nommée pour les récompenses Tony Award, Grammy Award et Emmy Award.

## Poésie
- Melissa & Smith (1976).
- Natural Disasters and Other Festive Occasions (1977)
- Nappy edges (1978)
- A Daughter's Geography (1983)
- From Okra to Greens (1984)
- Ridin' the Moon in Texas: Word Paintings (St. Martin's Press, 1987)
- The Love Space Demands (a continuing saga) (St. Martin's Press, 1987)

## Prose
- Sassafrass, Cypress & Indigo: A Novel (1982)
- See No Evil: Prefaces, Essays & Accounts, 1976-1983 (1984)
- The Black Book (1986, with Robert Mapplethorpe).
- Liliane: A Novel (1995)
- If I Can Cook You Know God Can (1998)